# دیوید کاپرفیلد (فیلم ۱۹۱۱)

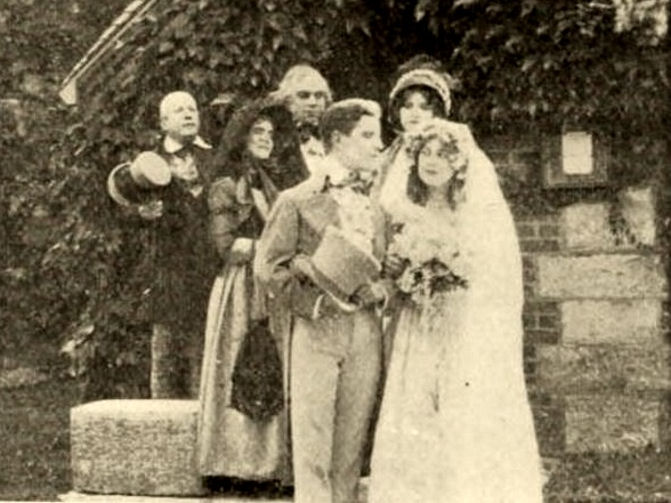
دیوید کاپرفیلد (فیلم ۱۹۱۱)

دیوید کاپرفیلد (انگلیسی: David Copperfield) فیلمی است که در سال ۱۹۱۱ منتشر شد. از بازیگران آن می‌توان به فلورنس لابادی، فرانک هال کرین، ویلیام گاروود، هری بنهام و ویلیام راسل اشاره کرد.